# Turn on the Bright Lights
Turn on the Bright Lights – debiutancki album nowojorskiego zespołu Interpol wydany 19 sierpnia 2002. Album został nagrany w listopadzie i grudniu 2001. w Tarquin Studios w Bridgeport, w Connecticut. Na Turn on the Bright Lights zamieszczono 11 piosenek. Biorąc pod uwagę fakt, że był to album grupy niezależnej, odniósł on znaczący sukces i został oceniony przez wielu krytyków jako debiut roku.
Niekiedy porównuje się muzykę z tego albumu do brytyjskiej grupy Joy Division, a wokalistę grupy Paula Banksa do Iana Curtisa. 

## Lista utworów
1. "Untitled" – 3:56
2. "Obstacle 1" – 4:11
3. "NYC" – 4:20
4. "PDA" – 5:00
5. "Say Hello to the Angels" – 4:28
6. "Hands Away" – 3:05
7. "Obstacle 2" – 3:47
8. "Stella Was Diver and She Was Always Down" – 6:28
9. "Roland" – 3:35
10. "The New" – 6:07
11. "Leif Erikson" – 4:00

Utwory bonusowe (Australia)
- "Specialist"

Utwory bonusowe (Japonia wersja 1)
- "Interlude"
- "Specialist"

Utwory bonusowe (Japonia wersja 2)
- "Hands Away" (Peel Session)
- "Obstacle 2" (Peel Session)
- "PDA" (video)
- "NYC" (video)
- "Obstacle 1" (video)

Utwory bonusowe (Meksyk)
- "Interlude"
- "Specialist"
- "PDA" (video)
- "NYC" (video)
- "Obstacle 1" (video)

## Teledyski
- "PDA" (reż. Doug Aitken)
- "NYC" (reż. Christopher Mills)
- "Obstacle 1" (reż. Floria Sigismondi)